# شين لاركن
شين لاركن (بالإنجليزية: Shane Larkin)‏ مواليد 2 أكتوبر 1992، هو لاعب كرة سلة أمريكي يلعب مع فريق نيويورك نيكس في الرابطة الوطنية لكرة السلة ويحمل الرقم 0. يبلغ طوله 5 قدم 11 بوصة (1.8 م).

## فرق لعب لها
- دالاس مافيريكس
- نيويورك نيكس

## روابط خارجية
- شين لاركن على موقع الدوري الأوروبي لكرة السلة (الإنجليزية)
- شين لاركن على موقع إن بي أي (الإنجليزية)
- شين لاركن على موقع سبورتس رفرنس (الإنجليزية)
- شين لاركن على موقع الدوري الإسباني لكرة السلة (الإسبانية)
- شين لاركن على موقع كرة السلة الأوروبية.كوم (الإنجليزية)
- شين لاركن على موقع إي إس بي إن.كوم (الإنجليزية)
- شين لاركن على موقع كلية كرة السلة في سبورتس رفرنس.كوم (الإنجليزية)
- شين لاركن على موقع ريلجم (الإنجليزية)
- شين لاركن على موقع بروبوليرز (الإنجليزية)
- شين لاركن على موقع سبورتس رفرنس (الإنجليزية)